# جفری کمپ بورن، بارون بورن
جفری کمپ بورن، بارون بورن (انگلیسی: Geoffrey Bourne, Baron Bourne; ۵ اکتبر ۱۹۰۲ – ۲۶ ژوئن ۱۹۸۲) فرد نظامی اهل بریتانیا بود. وی همچنین برندهٔ جوایزی همچون نشان حمام و نشان امپراتوری بریتانیا شده‌است.